# MTV Video Music Award a legjobb latin művésznek
Az MTV Video Music Award a legjobb latin művésznek díjat először 2010-ben adták át az MTV Video Music Awards keretein belül Tr3́s Latino Artist of the Year néven. A győztest az MTV Tr3s nézői szavazzák meg a csatorna hivatalos honlapján. A győztes azonban nem a főgálán kapja meg a díjat. 2006-tól 2009-ig a Los Premios MTV Latinoamérica díjátadón hirdették ki a kategória győztesét.

## Los Premios MTV Latinoamérica
| Év   | Győztes                                                                | További jelöltek |
| ---- | ---------------------------------------------------------------------- | ---------------- |
| 2006 | MTV Tr3́s Viewer's Choice Award: Don Omar                               | - Ricky Martin   |
| 2007 | MTV Tr3́s Viewer's Choice Award — Legjobb popművész: Aventura           | - RKM & Ken-Y    |
| 2007 | MTV Tr3́s Viewer's Choice Award — Legjobb városi művész: Wisin & Yandel | - Joell Ortiz    |
| 2007 | MTV Tr3́s Viewer's Choice Award — Legjobb új előadó: Kat Deluna         | - Xtreme         |
| 2009 | Legjobb MTV Tr3́s Művész: Aventura                                      | - Wisin & Yandel |
| 2009 | Legjobb Új MTV Tr3́s Művész: Da' Zoo                                    | - Pee Wee        |

## MTV Video Music Awards
| Év   | Győztes                                    | További jelöltek                  |
| ---- | ------------------------------------------ | --------------------------------- |
| 2010 | Aventura                                   | - Wisin & Yandel                  |
| 2011 | Wisin & Yandel — Zun Zun Rompiendo Caderas | - Prince Royce — Corazón Sin Cara |
| 2012 | Romeo Santos                               | - Wisin & Yandel                  |
| 2013 | Daddy Yankee                               | - Don Omar                        |